# Halina Lipska-Koziołowa

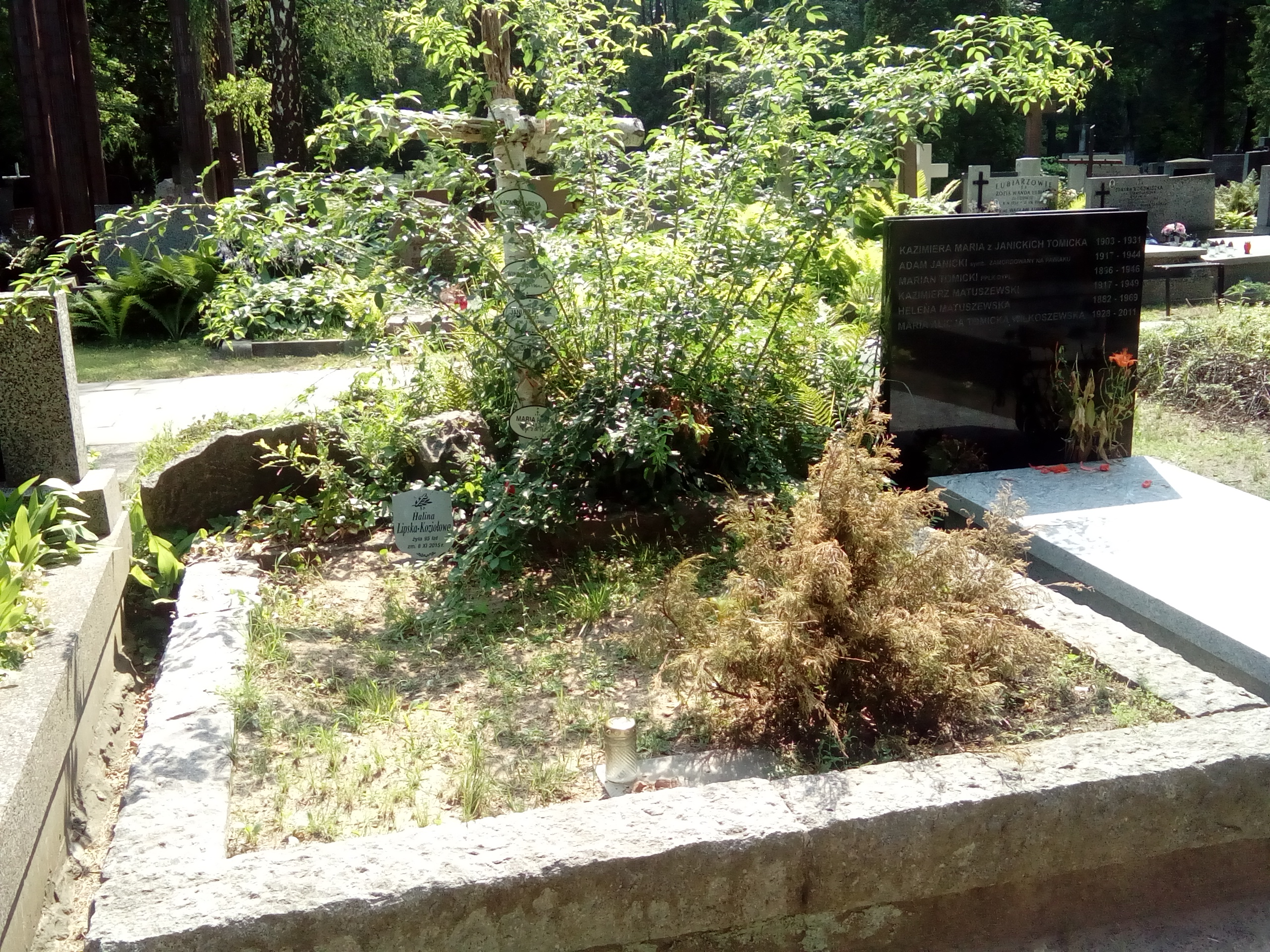
Grób Haliny Lipskiej-Koziołowej na Cmentarzu Wojskowym na Powązkach

Halina Lipska-Koziołowa pseudonim „Ola” (ur. 29 października 1920, zm. 8 listopada 2015) – polska działaczka podziemia niepodległościowego w czasie II wojny światowej w ramach organizacji Ojczyzna-Omega, łączniczka Delegatury Rządu na Kraj, uczestniczka powstania warszawskiego, doktor nauk medycznych, nefrolog, pracownik Akademii Medycznej w Warszawie. 
Zmarła 8 listopada 2015 roku. Została pochowana na Cmentarzu Wojskowym na Powązkach w Warszawie w grobowcu rodzinnym Lipskich (kwatera A8-7-11/12). 

## Wybrane odznaczenia
- Krzyż Kawalerski Orderu Odrodzenia Polski[1],
- Złoty Krzyż Zasługi[1].